# Parthenia
Ne doit pas être confondu avec Évêché titulaire de Parténia.

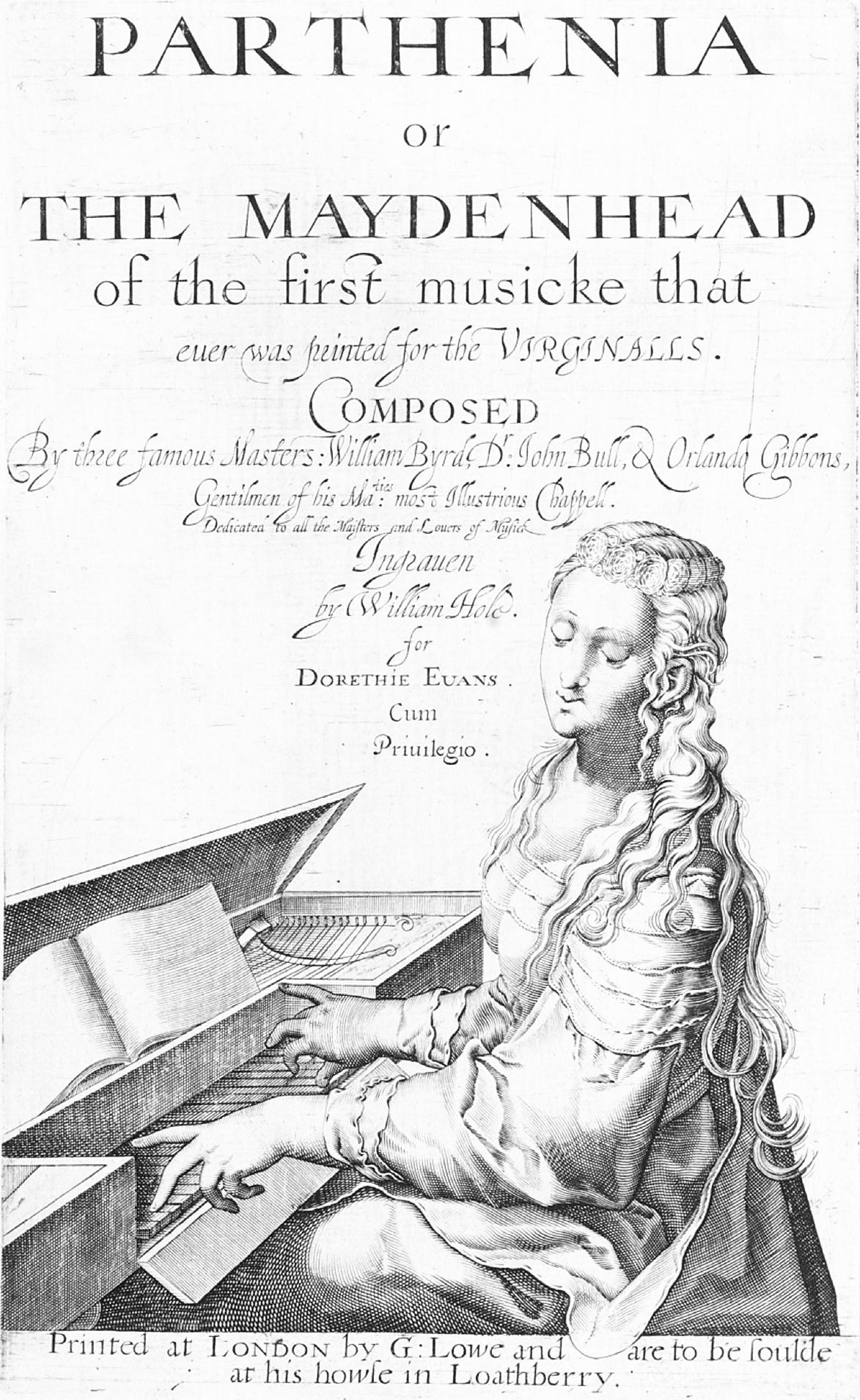
La page de titre du Parthenia (éd. de 1613). La représentation artistique de la jeune femme est inspirée d'une œuvre de Hendrik Goltzius, Ste. Cecilie à l'orgue (Haarlem, vers 1588).

Parthenia est le nom d'un recueil constitué de 21 pièces destinées au virginal de William Byrd, John Bull et Orlando Gibbons. Il s'agit du premier recueil de musique anglaise pour clavier imprimé par gravure sur cuivre, vers 1613, date du mariage de sa dédicataire au début de l'année.

## Histoire du recueil
Le livre est dédié à l'unique fille du roi Jacques Ier d'Angleterre, la princesse Elizabeth Stuart, à l'occasion de ses fiançailles en décembre 1612, avec Frédéric, Électeur palatin du Rhin et futur roi élu de Bohême (cette élection fut un des éléments déclencheurs de la Guerre de Trente Ans). Le mariage eut lieu le 14 février 1613, jour de la Saint-Valentin, au palais de Whitehall. 
Le titre alternatif est The Maydenhead of the First Musicke that ever was Printed for the Virginalls (« La virginité de la toute première musique qui soit jamais imprimée pour les virginals »). La cinquième et dernière impression date de 1659. 
Le titre Parthenia provient du grec Parthenos qui signifie « jeune fille » ou « vierge » et fait référence au culte antique d'Athéna. Il s'agit aussi d'une anagramme (involontaire ?) de Panta rhei. Le terme « Maydenhead » fait référence à la jeune fille en voyage, dans le cas de la première impression du Parthenia. La dédicace de l'éditeur William Hole (première édition) s'ouvre par l'expression suivante : The virgin PARTHENIA (whilst yet I may) I offer up to your virgin Highnesses. La musique est écrite pour le virginal, l'étymologie du terme est inconnue mais doit, soit se référer aux jeunes filles qui sont souvent montrées en jouant, ou du latin virga, qui signifie « bâton » ou « baguette magique », peut-être en se référant à la partie du mécanisme constituée d'une plume, qui pince la corde dans les instruments de la famille du clavecin. La dédicace évoque les aptitudes de la jeune Élisabeth au clavier ; « car toutes ces pièces demandent de la plus grande virtuosité ! » :

« Les leçons voici rassemblées furent composées par trois maîtres de leur métier dont l’un, Très Chère Illustre Dame, reçut l’honneur d’être Votre professeur ; et à qui (si cela ne lui seyait pas déjà) soit alors rendu le titre de Docteur. Si jamais vous vous apprêtez à être bien disposée et à faire jouer vos mains blanches en faveur des maîtres, ces leçons atteindront alors avec encore plus de délice les oreilles aux allures princières de Votre Grand Frédéric. »

Un autre aspect intéressant est l'emploi des lettres « E » et « F » à la fois dans le texte et la musique du Parthenia. « E » fait référence à Elizabeth Stuart, « F » à Frederick V. Plus intéressant encore est le mouvement d'Orlando Gibbons The Queenes Command : la pièce commençant avec les notes E et F (mi et fa dans la notation anglaise), et utilise ces notes pour lancer les mesures suivantes ou pour lier les mesures ensemble.
Le seul exemplaire connu de l'édition de 1613 se trouve à la bibliothèque Huntington (Californie). Une quinzaine d'autres réimpressions avec des titres différents existent, mais l'ordre des pièces reste constant, sauf les deux dernières pièces, The Queenes Command et le Prélude de Gibbons qui sont souvent inversées, alors que symboliquement, il peut être l'heureux prélude à l'hyménée – la pièce jouant aussi sur les notes mi et fa...
Le Parthenia, utilisé par les débutants, connut un grand succès en Angleterre, mais aussi sur le continent, puisqu'il fut souvent copié dans divers manuscrits européens.
Un certain nombre d'énigmes et de questionnements entourent encore cette publication. Par exemple, on ne sait pas ce que signifie le terme hierogliphicks de la dédicace.

## Contenu
Le recueil est articulé en trois sections dévolues aux trois fameux maîtres (famous master) comme le qualifie la page de titre : huit pièces de William Byrd, sept de John Bull (qui fut nommé professeur de la princesse en 1612) et six de Orlando Gibbons. Ils sont trois des plus grands virginalistes anglais contemporains. Si le premier a joué un rôle particulier tant en musique instrumentale que vocale, le second était sans aucun doute un virtuose et ses pièces dépassent techniquement largement ses prédécesseurs ; quant au troisième, il fut très important pour l'élaboration du service religieux de l'Église anglicane. En résumé, Byrd représente l'homme mûr et Bull et Gibbons représentent la nouvelle génération. 
Les pièces sont représentatives des plus belles compositions de ces maîtres : Pavans, galliards, fantazias et variations et s'adressent pour la première fois explicitement à un instrument à clavier particulier, le virginal. Le choix de l'éditeur William Hole est certainement destiné à impressionner le prince et la princesse avec une grande variété et richesse de compositions, échantillon représentatif et contrasté des œuvres anglaises pour clavier, destiné à cultiver la dextérité au clavier, utilisant toutes les ressources de l'instrument, tout en inculquant les bases de la compréhension du rythme et de la forme ; destiné autant à la virtuosité qu'à l'esprit. Le recueil est sans égal dans toute l'Europe à cette époque.
La musique est écrite sur des portées de six lignes, particulièrement difficiles à déchiffrer, car les notes ne sont pas alignées verticalement par rapport aux valeurs rythmiques. Ce qui a conduit certains commentateurs à penser que ce recueil est un document d'étude, plutôt que destiné à l'interprétation. 
On y trouve des pièces polyphoniques de type contrepointistes, avec des diminutions, des intervalles renversés et les structures rythmiques complexes, par exemple la Fantazia of foure parts de O. Gibbons (no 17), sans doute l'une des plus belles œuvres du compositeur.
Les variations sont fondées sur des airs populaires, et combinent des caractéristiques à la fois de danse et de variation de conception technique : Pavane & Gaillarde St. Thomas Wake de J. Bull (nos 10 & 11). Toutefois l'inspiration est majoritairement celle de la danse puisque dix des vingt et une pièces sont des Galliardes auquel s'ajoute cinq Pavanes. 
En revanche ne figure aucune pièce liturgique, c'est-à-dire fondée sur un plain-chant, par exemple le célèbre In Nomine. On peut néanmoins trouver quelques passages empreints de ce style chez Byrd et Bull : dans la Galliard St. Thomas Wake de Bull, surtout dans les troisième et quatrième variations, et brièvement dans la basse de la magnifique Pavane The Earle of Salisbury, dont on pense qu'elle fut composée spécialement pour le recueil.
1. Prélude en sol majeur (Byrd)
2. Pavane Sir William Petre (Byrd)

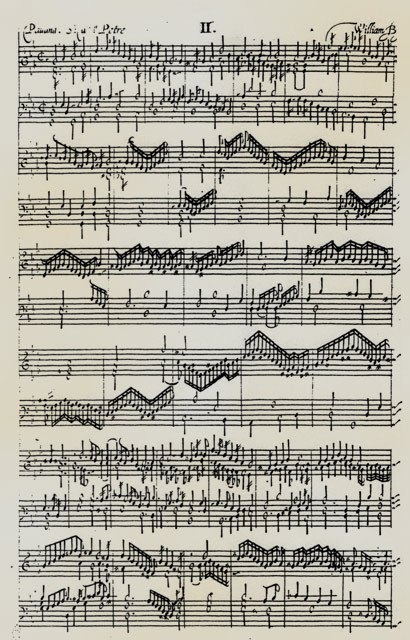
William Byrd : début de la Pavane dédiée à Sir William Petre, BK3 – Parthenia (1613).

3. Gaillarde Sir William Petre (Byrd)
4. Prélude en Ut majeur (Byrd)
5. Gaillarde Mistress Marye Brownlo (Byrd)
6. Pavane The Earle of Salisbury (Byrd)
7. Gaillarde Earle of Salisbury (Byrd)
8. Gaillarde Secundo Ms. Marye Brownlo (Byrd)
9. Prélude en sol majeur (Bull)
10. Pavane St. Thomas Wake (Bull)
11. Gaillarde St. Thomas Wake (Bull)
12. Pavane en sol majeur (Bull)
13. Gaillarde en sol majeur  (Bull)
14. Gaillarde en ré mineur (Bull)
15. Gaillarde en ré mineur (Bull)
16. Gaillarde en ut mineur (Gibbons)
17. Fantazia of foure parts (Gibbons)
18. The Lord of Salisbury his Pavin (Gibbons)
19. Gaillarde The Earle of Salisbury (Gibbons)
20. The Queenes Command (Gibbons)
21. Prélude en sol (Gibbons)

## Édition
- Parthenia, or the Maydenhead of the First Musicke That Ever Was Printed for the Virginalls Kurt Stone, Éd. - Broude Brothers Ltd., New York 1951, 62 pages,  (ISBN 978-0845060018)

## Discographie
- Parthenia - Catalina Vicens, trois clavecins et trois virginals ou épinette ; avec Rebeka Rusò, dessus de viole et basse de viole (22-26 janvier 2013, Carpe Diem) (OCLC 880979504)